# Villamos Autógyár Részvény Társaság
Villamos Autógyár Részvény Társaság war ein ungarischer Hersteller von Automobilen.

## Unternehmensgeschichte
Das Unternehmen aus Budapest begann 1921 mit der Produktion von Automobilen. Der Markenname lautete Via. 1922 wurde die Fahrzeug-Produktion nach nur wenigen Exemplaren eingestellt.

## Fahrzeuge
Das einzige angebotene Modell war ein zweisitziges Elektroauto. Die Sitze waren hintereinander angeordnet. Die bauartbedingte Höchstgeschwindigkeit war mit 40 km/h angegeben.